# Stortjärnen (Malå socken, Lappland, 723453-164512)
Stortjärnen är en sjö i Malå kommun i Lappland och ingår i Skellefteälvens huvudavrinningsområde. Sjön har en area på 0,108 kvadratkilometer och ligger 332,5 meter över havet.

## Delavrinningsområde
Stortjärnen ingår i det delavrinningsområde (723218-165252) som SMHI kallar för Ovan Svanmyrbäcken. Medelhöjden är 326 meter över havet och ytan är 50,07 kvadratkilometer. Räknas de 16 avrinningsområdena uppströms in blir den ackumulerade arean 361,37 kvadratkilometer. Skäppträskån som avvattnar avrinningsområdet har biflödesordning 3, vilket innebär att vattnet flödar genom totalt 3 vattendrag innan det når havet efter 131 kilometer. Avrinningsområdet består mestadels av skog (80 procent) och sankmarker (16 procent). Avrinningsområdet har 1,61 kvadratkilometer vattenytor vilket ger det en sjöprocent på 3,2 procent.